# Holmes megye (Mississippi)
Holmes megye az Amerikai Egyesült Államokban, azon belül Mississippi államban található. Megyeszékhelye Lexington, legnagyobb városa Durant. Lakosainak száma 17 000 fő (2020. április 1.). Holmes megye Carroll, Attala, Yazoo, Humphreys, Leflore és Madison megyékkel határos.

## Népesség
A megye népességének változása:
| Lakosok száma | 19 108 | 18 913 | 18 743 | 18 428 | 18 340 | 17 000 |
|               | 2010   | 2011   | 2012   | 2013   | 2015   | 2020   |